# Fábio Mássimo
Fabio Mássimo (Rio de Janeiro, 30 de maio de 1960) é um ator e diretor de teatro brasileiro. É pai do ator Eduardo Spinetti.

## Carreira
Fabio Mássimo estreou na TV na novela Bicho do Mato (Rede Globo), de Chico de Assis e Renato Corrêa e Castro, aos 12 anos, em 1972.
No mesmo ano, participou da novela A Patota, obra infanto-juvenil escrita por Maria Clara Machado,  no papel de Vicente, na Rede Globo e contracenou com um grande elenco mirim.
Seus mais importantes trabalhos na TV foram nas novelas Pecado Capital e Marina no papel de Tonho, um jovem pescador amigo da protagonista.
No teatro fez, entre outras peças, Blue Jeans (1980), com direção de Wolf Maya, Os Mistérios do Sexo (1998), com direção de Luís Carlos Nino e Diário de Matrimônio (2008). Fábio também dirigiu e atuou em Sarapalha de Guimarães Rosa, na década de 1990. A peça fez sucesso no Brasil e Portugal.
Fabio Mássimo estreou no cinema em 1982, no longa Profissão Mulher, de Cláudio Cunha.

## Filmografia

### Trabalhos na televisão
| Novelas e Seriados | Novelas e Seriados        | Novelas e Seriados       | Novelas e Seriados     | Novelas e Seriados |
| Ano                | Título                    | Papel                    | Notas                  | Emissora           |
| ------------------ | ------------------------- | ------------------------ | ---------------------- | ------------------ |
| 1972               | Bicho do Mato             | Lé                       |                        | Rede Globo         |
| 1972               | A Patota                  | Vicente                  |                        | Rede Globo         |
| 1972               | Meu Primeiro Baile        | Caso Especial            |                        | Rede Globo         |
| 1973               | Selva de Pedra            | Mirinho                  | Último capítulo        | Rede Globo         |
| 1973               | Os Ossos do Barão         | Egisto jovem             |                        | Rede Globo         |
| 1975               | O Noviço                  | Juca                     |                        | Rede Globo         |
| 1975               | Pecado Capital            | Paulo Roberto (Paulinho) |                        | Rede Globo         |
| 1977               | Sem Lenço, sem Documento  | Fernando Sodré (Nando)   |                        | Rede Globo         |
| 1978               | Memórias de Amor          |                          |                        | Rede Globo         |
| 1978               | Sítio do Pica-Pau Amarelo | Alcebíades               | episódio "O Minotauro" | Rede Globo         |
| 1979               | Os Gigantes               | Ciro                     |                        | Rede Globo         |
| 1980               | Olhai os Lírios do Campo  |                          |                        | Rede Globo         |
| 1980               | Marina                    | Tonho                    |                        | Rede Globo         |
| 1981               | Jogo da Vida              | Clovis                   |                        | Rede Globo         |
| 1983               | Razão de Viver            | Antônio                  |                        | SBT                |
| 1983               | Vida Roubada              | Luíz                     |                        | SBT                |
| 1984               | Meus Filhos, Minha Vida   | Rafael                   |                        | SBT                |
| 1989               | O Salvador da Pátria      | enfermeiro               |                        | Rede Globo         |
| 1994               | A Viagem                  | Vendedor                 | Participação especial  | Rede Globo         |
| 1995               | Malhação                  | Policial                 | Participação especial  | Rede Globo         |
| 1998               | Brida                     | Ariovaldo                |                        | Rede Manchete      |
| 1998               | Você Decide               | Vários episódios         | 1998 a 2000            | Rede Globo         |
| 2005               | A Lua me Disse            | Médico                   | Participação especial  | Rede Globo         |
| 2005               | Malhação                  |                          |                        | Rede Globo         |

## Teatro
- Blue Jeans - com direção de Wolf Maya
- Sarapalha - com direção de Fabio Mássimo
- O Rei da Vela - com direção de José Ferro
- Pigmaleoa - com direção de Jacques Lagoa
- Caramelo e Confusão - com direção de Paulo Figueiredo
- Musical Infantil/O Julgamento da cigarra e a formiga - com direção de Fabio Mássimo
- Musical Infantil/Peter Pan - com participação do ator Rodrigo Faro e direção de Jacques Lagoa
- Show - Em dia com a noite - do produtor musical Abelardo Figueiredo
- Marginal - com direção de Jardel Mello
- Teatro a todo vapor - com direção de Fabio Mássimo
- Os Mistérios do sexo - com direção de Luís Carlos Nino e Diário de Matrimônio
- Juntando os cacos - direção de Fabio Massimo r Jorge Dória
- Pitágoras - O pai da matemática/Espetáculo solo - com direção e criação de Fabio Mássimo